# ماوريسيو بيليغرينو
ماوريسيو أندريس بيليغرينو (بالإسبانية: Mauricio Pellegrino) (مواليد 5 أكتوبر 1971) هو لاعب كرة قدم أرجنتيني معتزل لعب في مركز قلب الدفاع، ومدرب حالي.
بعد أن لعب ما يقرب من عقد واحد مع فيليز سارسفيلد، أمضى معظم حياته المهنية المتبقية في إسبانيا، حيث ظهر في 176 مباراة من لا ليغا سجل خلالها 5 أهداف على مدار ثمانية مواسم لثلاثة أندية، وهي فالنسيا، الذي فاز معه بخمسة ألقاب كبرى.
كما أنه مثل منتخب الأرجنتين في كوبا أمريكا 1997، وبعد اعتزاله اللعب، شرع في مهنة التدريب.
في 1 ديسمبر 2012 أقيل بيليغرينو من منصبه كمدرب لفالنسيا بعد الخسارة 2–5 على أرضه ضد ريال سوسيداد ليتراجع الفريق إلى المركز الثاني عشر.

## مسيرته الكروية
لعب ماوريسيو بيليغرينو خلال مسيرته الاحترافية مع 5 أندية في تسعة عشر موسمًا وسجل خلالها 16 هدفًا ضمن 374 مباراة. ولم يفز بأي موسم بالكأس وفاز في ستة مواسم بالدوري.
خاض ماوريسيو بيليغرينو مسيرته مع نادي فيليز سارسفيلد في موسم 1990–91 ليلعب معه عشرة مواسم، مشاركًا في 188 مباراة سجل خلالها 11 هدفًا. ثم انتقل إلى نادي برشلونة في موسم 1998–99 لمدة موسم واحد، حيث شارك في 23 مباراة ولم يسجل أي هدف. لينتقل بعدها إلى نادي فالنسيا في موسم 1999–00 ليلعب معه ستة مواسم، مشاركًا في 138 مباراة سجل خلالها 5 أهداف. ثم انتقل إلى نادي ليفربول في موسم 2004–05 لمدة موسم واحد، مشاركًا في 12 مباراة ولم يسجل أي هدف. هذا وانتقل لاحقًا إلى نادي ديبورتيفو ألافيس في موسم 2005–06 لمدة موسم واحد، مشاركًا في 13 مباراة ولم يسجل أي هدف أيضًا.

## وصلات خارجية
- ماوريسيو بيليغرينو على موقع الاتحاد الدولي (مؤرشف)  (الإنجليزية)
- ماوريسيو بيليغرينو على موقع قاعدة بيانات كرة القدم.إي يو (الإنجليزية)
- ماوريسيو بيليغرينو على موقع ناشيونال فوتبول تيمز (الإنجليزية)
- ماوريسيو بيليغرينو على موقع عالم كرة القدم.نت (الإنجليزية)

- احصائيات الدوري الأرجنتيني (بالإسبانية)
- صفحته على BDFutbol
- صفحة مدرب ليفربول